# Carvalhosa
Carvalhosa es una freguesia portuguesa del concelho de Paços de Ferreira, con 5,97 km² de superficie y 4.257 habitantes (2001). Su densidad de población es de 713,1 hab/km².